# Centrale hydroélectrique de Vietas
La centrale hydroélectrique de Vietas est une centrale hydroélectrique situé dans la commune de Gällivare, dans le comté de Norrbotten, dans le Nord de la Suède. Elle appartient à la compagnie Vattenfall, et a une puissance totale de 306 MW. Elle est alimentée par le Luleälven via une conduite souterraine de 7 km depuis le barrage de Suorva mais aussi par la Viedásädno depuis le lac de Satihaure à 5 km de là. La centrale a été inaugurée en 1971 et sa construction fut ponctuée d'un incident remarquable qui a fait le tour des médias nationaux et internationaux : le 22 avril 1971, le salaire des près de 600 travailleurs du site fut dérobé, pour une somme totale de 540 000 kr. Les auteurs du vol ne furent jamais découverts.